# 7126 Cureau
7126 Cureau (1991 GJ4) là một tiểu hành tinh vành đai chính được phát hiện ngày 8 tháng 4 năm 1991 bởi Eric Walter Elst ở La Silla.